# Loulé
Loulé is een stad en gemeente in het Portugese district Faro.
De gemeente heeft een totale oppervlakte van 765 km² en telde 59.160 inwoners in 2001. In 1988 kreeg de plaats stadsrechten. De stad ligt zo'n 12 kilometer van de kust en 16 kilometer van Faro vandaan.

## Geschiedenis
Loulé is een van de oudste steden in de Algarve en vervult een centrumfunctie voor de omliggende plaatsen. Oorspronkelijk was Loulé onder de naam al-'Ulya een Moorse vestingstad. In 1249 werd de stad door Paia Peres Correia, grootmeester van de Orde van Santiago op de moslims heroverd. In 1280 werd de stad en het kasteel van Loulé door koning Dionysius van Portugal aan de Orde van Santiago geschonken.

## Bezienswaardigheden
De markthal die uit 1908 stamt, is in oriëntaalse stijl ontworpen door de architect Alfredo Campos Costa. Ze onderging een grote renovatie en restauratie tussen 2004 en 2007.
In Loulé zijn ook nog veel handwerkbedrijven te vinden waar onder andere leer, aardewerk en grote koperen ketels worden gemaakt. Het kasteel (Castelo de Loulé), waarschijnlijk gebouwd door de moslims, werd na de verovering in 1249 herbouwd. De toren van de kerk Igreja São Clemente, was vroeger de minaret van de moskee.

## Sport
Het Estádio Algarve dat ten behoeve van het Europees kampioenschap voetbal 2004 werd gebouwd staat tussen Loulé en Faro in.

## Plaatsen in de gemeente
Loulé bestaat uit de navolgende dorpen:
- Almancil
- Alte
- Ameixial
- Benafim
- Boliqueime
- Quarteira
- Querença
- Salir
- São Clemente (Loulé)
- São Sebastião (Loulé)
- Tôr

## Fotogalerij

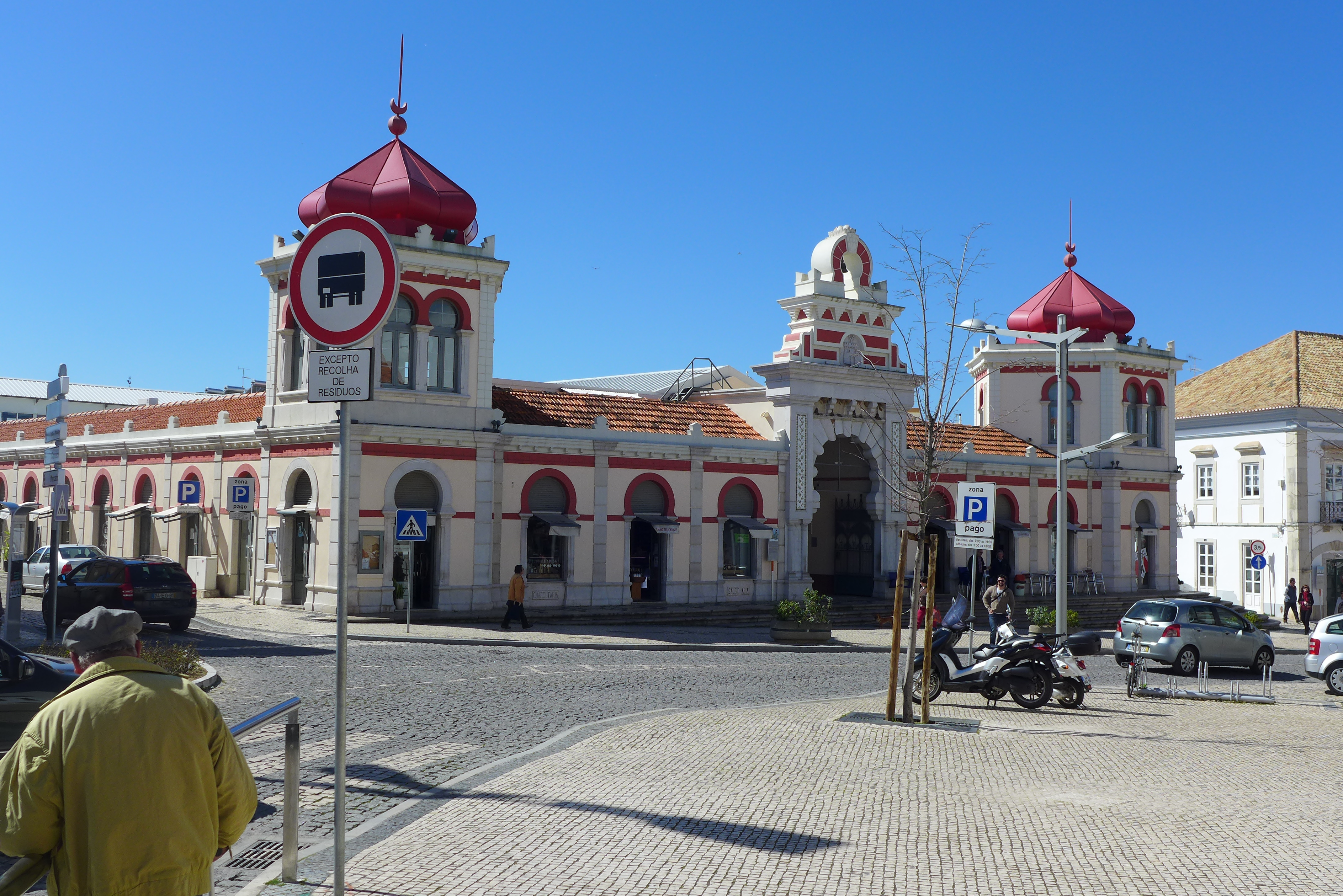
Gemeentelijke markthal in Loulé
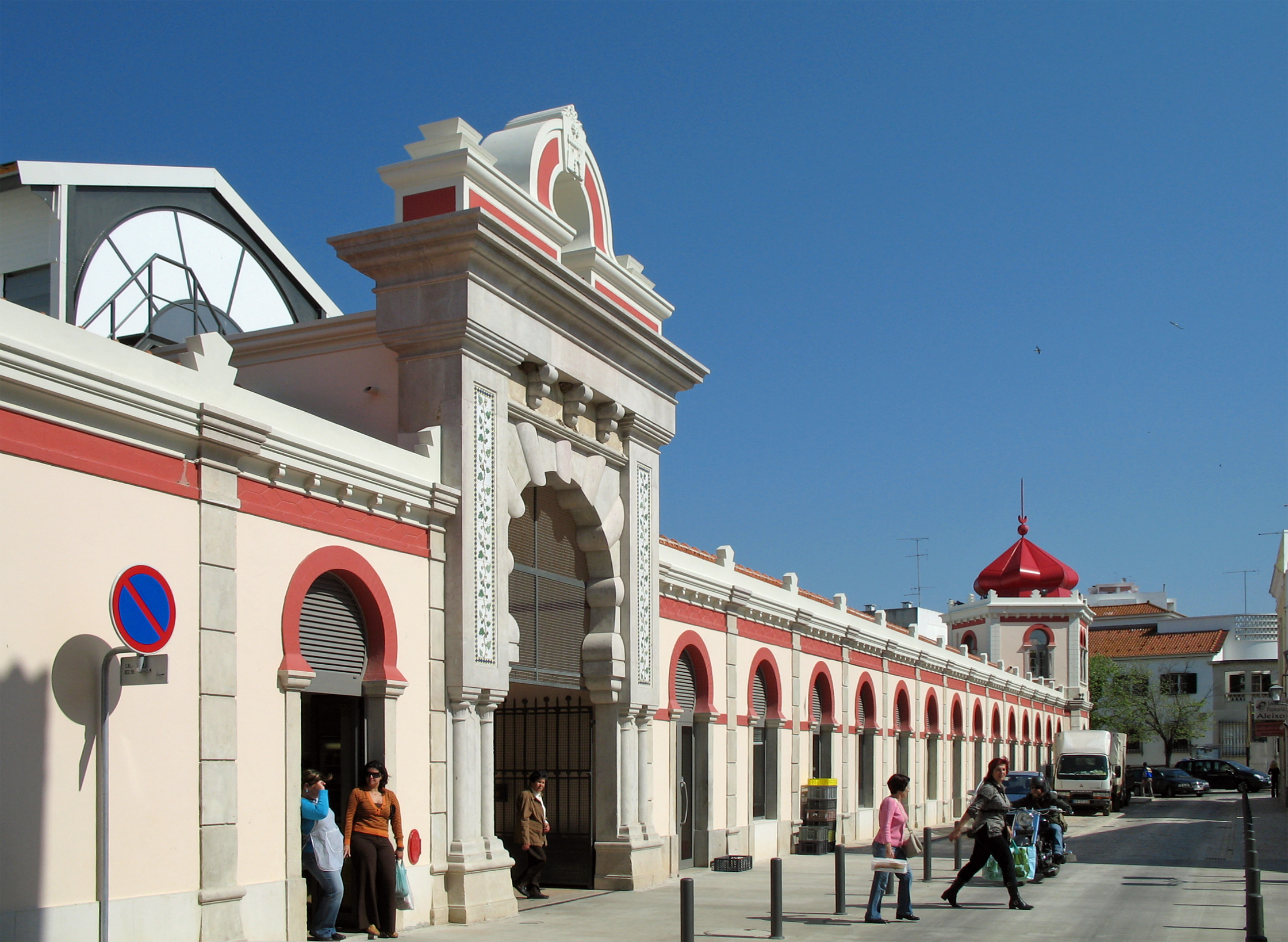
Markthal: zijgevel
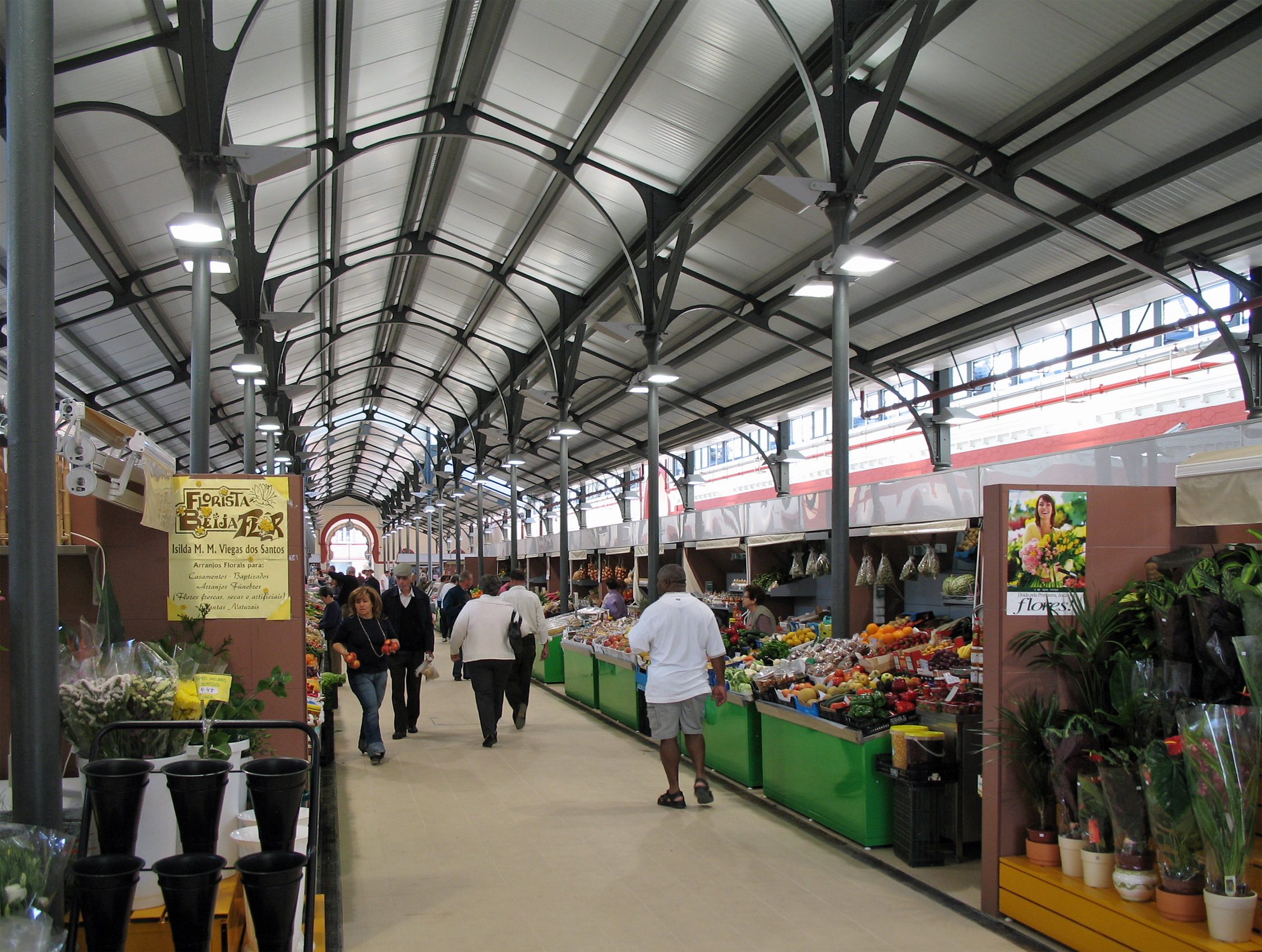
Interieur markthal
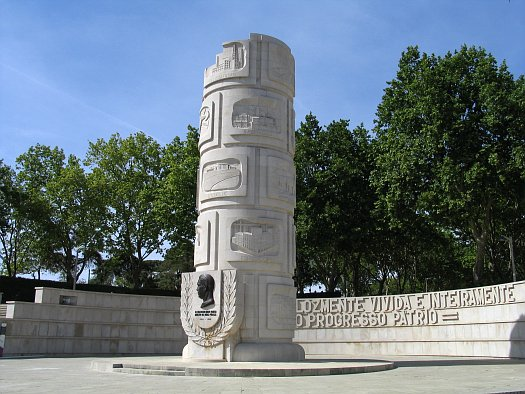
Monument voor de Portugese ingenieur en staatsman Duarte Pacheco
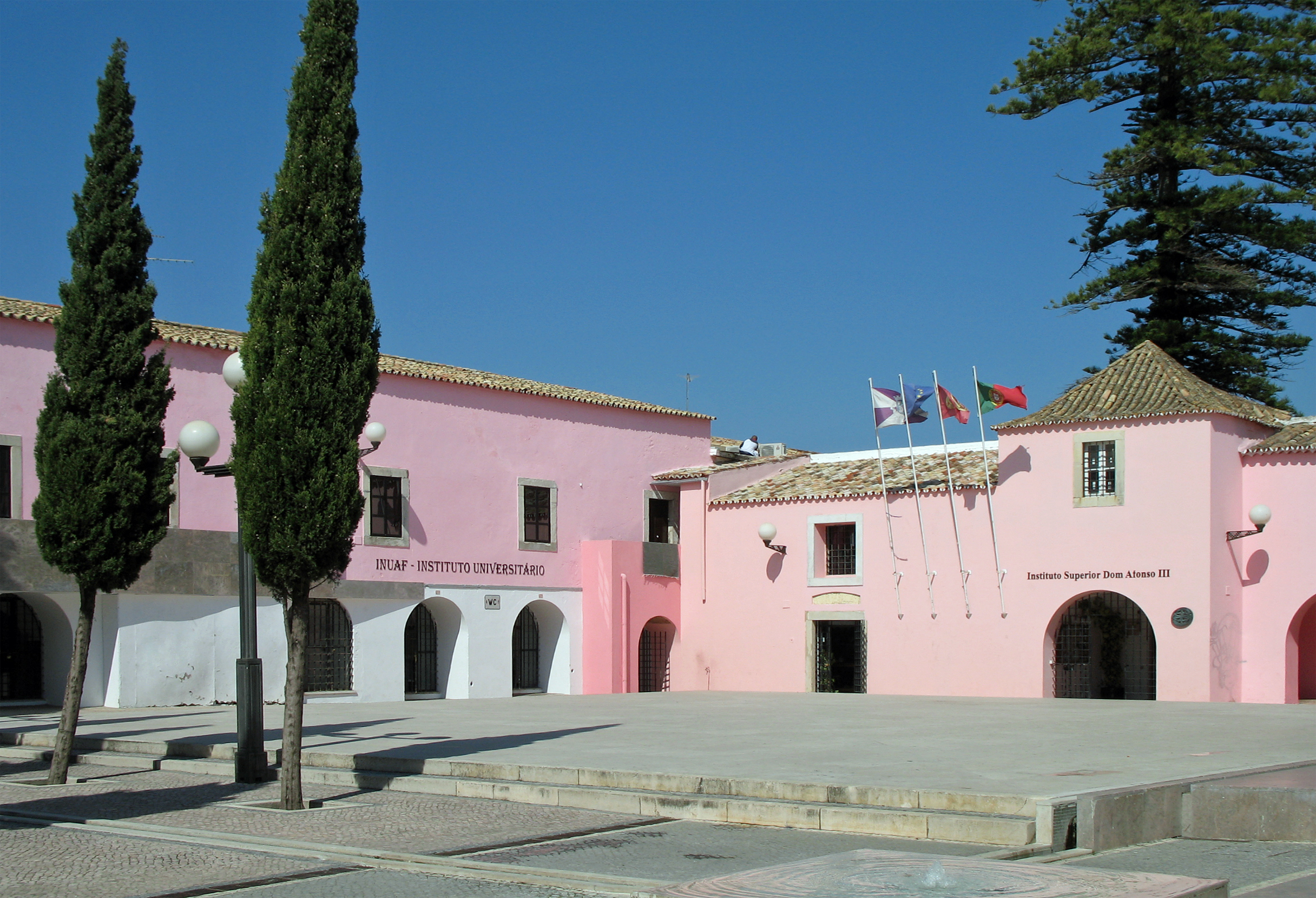
Instituut voor hoger onderwijs Dom Afonso III in Loulé